# Arcanum: Of Steamworks and Magick Obscura
Arcanum: Of Steamworks and Magick Obscura är ett datorrollspel för Windows som släpptes i augusti 2001 av Troika Games. Det utspelar sig i en steampunk/fantasyhybrid.

## Handling
Spelet öppnar ombord på en zeppelinare som blir anfallen av biplan. Zeppelinaren störtar och spelaren hittar en överlevare som mumlar något om att ge en ring åt en pojke. I närheten av kraschen finns Virgil som kan bli en av spelarens följeslagare. Efter detta så öppnas spelet med ett väldigt icke-linjärt koncept där man kan gå vart som helst och utföra uppdrag litet hur man vill. Även om det finns en huvudhistoria att följa så finns det ett antal olika sätt att ta sig igenom den.

## Spelsätt
Spelet spelas ur ett isometriskt perspektiv och har ett utseende som liknar Fallout. Liksom Fallout sköts också stridssystemet med Action Points, även om det också finns en möjlighet att spela strider i realtid. Spelaren skapas på klassiskt rollspelsmanér genom en mängd olika attribut och färdigheter. I spelets premiss finns förutom kampen mellan gott och ont också kampen mellan magi och teknologi. En spelfigur kan välja om han vill syssla med att skapa teknologiska föremål och vapen eller att använda magi. Om man fokuserar på en så blir den andra svagare, ibland till och med oanvändbar.